# پورترزویل (ایندیانا)
پورترزویل (به انگلیسی: Portersville) یک منطقهٔ مسکونی در ایالات متحده آمریکا است که در شهرستان دوبوا، ایندیانا واقع شده‌است. پورترزویل ۱۴۳٫۸۷ متر بالاتر از سطح دریا واقع شده‌است.